# Дедмаус
Джоел Томас Цимерман (на английски: Joel Thomas Zimmerman), по-известен с псевдонима си deadmau5 (произнася се дедма̀ус) е музикален продуцент и DJ.
Основател е на лейбъла „mau5trap“, в който са имали участие артистите Skrillex, Крис Лейк, Noisia и Feed me.

## Начало на кариера
Джоел Цимерман е започнал първоначално да създава музика за уебсайтове. През този период се е заел и като музикален редактор в радиостанция. Евентуално е започнал да прави собствени продукции в къщата си на своя компютър. След време започва да публикува своята музика и изпъква с отличителния си стил, който бил трудно определим, тъй като е смесица от транс музика, хаус, техно и е в минорна скала в повечето случаи, което не е било често срещано по това време. През 2007 година основава лейбъла си и от там се озовава сред по-големите артисти.

## Име
Името „deadmau5“ е произлязло от чат стая, в която Цимерман е писал постоянно. Кръстил се е „deadmouse“ първоначално, но стаята не е позволявала толкова много символи в име и го е скъсил на „deadmau5“ за да го приеме системата, което е вид лийт. Кръстил се е така, защото е открил мъртва мишка в компютърa си, когато го е отворил, за да си го почисти.

## Лого
Логото му е произлязло от негов експеримент с компютърна програма за триизмерно моделиране. Логото си е кръстил „mau5head“ (произнася се маусхед).

## Where's the Drop?
„Where's the Drop?“ е албум, който съдържа оркестрални версии на стари тракове на deadmau5. Джоел твърди, че това е страничен проект. Композиторът е Грегъри Ривърт (на английски: Gregory Reveret). Албумът е публикуван на 30 март 2018 г. 

## Дискография
- Get Scraped (2005)
- Vexillology (2006)
- Random Album Title (2008)
- For Lack Of A Better Name (2009)
- 4x4=12 (2010)
- > Album Title Goes Here < (2012)
- while(1<2) (2014)
- W:/2016ALBUM/ (2016)